# Newport Authority 2
Albums de Marco Polo
Per La Mia Gente / For My People
(2012) Seize the Day
(2013)
Newport Authority 2 est une mixtape du rappeur/producteur canadien Marco Polo, diffusée à partir du 1er mai 2013 en téléchargement gratuit . 

## Liste des titres
| No  | Titre                                                                                   | Durée |
| --- | --------------------------------------------------------------------------------------- | ----- |
| 1.  | Intro (featuring Shylow)                                                                | 1:18  |
| 2.  | Fame For President (featuring Lil' Fame)                                                | 2:59  |
| 3.  | Double eXXecution (featuring Ruste Juxx et Torae)                                       | 3:23  |
| 4.  | Terrified (featuring Big Gutta et Jaysaun)                                              | 3:44  |
| 5.  | Gospel Rap (featuring Malcolm & Martin)                                                 | 4:43  |
| 6.  | What's Wrong                                                                            | 3:57  |
| 7.  | Back to Work (featuring Artifacts)                                                      | 4:00  |
| 8.  | Nite & Day (featuring Big Daddy Kane)                                                   | 3:34  |
| 9.  | Long & Winding Road (featuring First Division et Large Professor)                       | 4:11  |
| 10. | BK 2 NJ (featuring Das EFX)                                                             | 3:18  |
| 11. | That Shit (featuring Midaz the Beast)                                                   | 3:37  |
| 12. | Stand Up (Remix) (featuring The Delfonics, Lil' Fame, Tragedy Khadafi et Adrian Younge) | 3:45  |
| 13. | Cur$ed (What's Wrong Remix) (featuring Reggie B)                                        | 3:58  |